# Classe Type 1934A
La classe Type 1934A est une classe de douze destroyers de la Kriegsmarine construite après la fin de la Première Guerre mondiale.

Les classes de destroyers allemands (en allemand Flottentorpedoboot) ont été généralement connus par l'année de leur conception.

## Conception
C'est une série légèrement modifiée issue de la classe Type 1934.

## Service
Quatre destroyers ont été perdus lors de la 2e bataille de Narvik le 13 avril 1940, les Z9, 11, 12 et 13.
Le Z8 a sombré sur une mine au large de Calais le 25 janvier 1942.
Le Z7 a été coulé le 2 mai 1942 par le croiseur léger britannique HMS Edinburgh.
Le Z16 a été coulé le 31 décembre 1942 par le croiseur léger britannique HMS Sheffield.
Cinq destroyers ont survécu et ont été transférés aux marines alliées :
- Z5 Paul Jacobi a été transféré à la France et est devenu le contre-torpilleur Desaix (1945-1949)
- Z6 Théodor Riedel a été transféré à la France et est devenu le contre-torpilleur Kléber[1] (1946-1957)
- Z10 a été transféré au Royaume-Uni (1945-1949)
- Z14 a été transféré à la Marine soviétique et a pris le nom de Prytkiy au sein de la flotte de la Baltique (1946-1958)
- Z15 a été transféré à la Marine soviétique et a pris le nom de Pylkiy au sein de la flotte de la Baltique (1946-1958)

## Les unités
| Nom                    | Chantier naval                             | Quille           | Lancement         | Service           | Fin de carrière                                     |
| ---------------------- | ------------------------------------------ | ---------------- | ----------------- | ----------------- | --------------------------------------------------- |
| Z 5 Paul Jakobi        | Deutsche Schiff- und Maschinenbau AG-Brême | 15 juillet 1935  | 26 mars 1936      | 29 juin 1937      | transfert à la France Desaix(1949-1954)             |
| Z 6 Theodor Riedel     | DeSchiMAG-Brême                            | 18 juillet 1935  | 22 avril 1936     | 2 juillet 1937    | transfert à la France Kléber(1946-1957)             |
| Z 7 Hermann Schoemann  | DeSchiMAG-Brême                            | 7 septembre 1935 | 16 juillet 1936   | 9 septembre 1937  | coulé le 2 mai 1942                                 |
| Z 8 Bruno Heinemann    | DeSchiMAG-Brême                            | 14 janvier 1936  | 15 septembre 1936 | 8 janvier 1938    | coulé le 25 janvier 1942                            |
| Z 9 Wolfgang Zenker    | Arsenal Germania-Kiel                      | 23 mars 1935     | 27 mars 1936      | 2 juillet 1938    | sabordé le 13 avril 1940                            |
| Z 10 Hans Lody         | Arsenal Germania-Kiel                      | 1er avril 1935   | 14 mai 1936       | 13 septembre 1938 | transfert au Royaume-Uni (1946-1949)                |
| Z 11 Bernd von Arnim   | Arsenal Germania-Kiel                      | 26 avril 1935    | 8 juillet 1936    | 6 décembre 1938   | sabordé le 13 avril 1940                            |
| Z 12 Erich Giese       | Arsenal Germania-Kiel                      | 3 mai 1935       | 12 mars 1937      | 4 mars 1939       | sabordé le 13 avril 1940                            |
| Z 13 Erich Koellner    | Arsenal Germania-Kiel                      | 12 octobre 1935  | 18 mars 1937      | 28 mars 1939      | coulé le 13 avril 1940                              |
| Z 14 Friedrich Ihn     | Blohm + Voss-Hambourg                      | 30 mars 1935     | 5 novembre 1935   | 6 avril 1938      | transfert à la Russie soviétique Prytkiy(1946-1952) |
| Z 15 Erich Steinbrinck | Blohm + Voss-Hambourg                      | 30 mars 1935     | 24 septembre 1936 | 31 mai 1938       | transfert à la Russie soviétique Pylkiy(1946-1958)  |
| Z 16 Friedrich Eckoldt | Blohm + Voss-Hambourg                      | 14 novembre 1935 | 21 mars 1937      | 28 juillet 1938   | coulé le 31 décembre 1942                           |